# Spider-Man XXX: A Porn Parody
Spider-Man XXX: A Porn Parody — американский порнографический фильм о супергероях, написанный Акселем Брауном и Брином Прайором и снятый Брауном для Vivid Entertainment. Является порнопародией на серию комиксов о Человеке-пауке.

## Список сцен
Всего фильм содержит 5 сцен:
1. Сара Шевон и Тайлер Найт
2. Тара Линн Фокс и Дик Делавэр
3. Капри Андерсон и Ксандер Корвус
4. Эш Голливуд, Капри Андерсон и Сет Диккенс
5. Бруклин Ли и Ксандер Корвус

## В ролях
- Ксандер Корвус в роли Человека-паука/Питера Паркера
- Капри Андерсон в роли Мэри Джейн Уотсон
- Эш Голливуд в роли Гвен Стейси
- Сара Шевон в роли Бетти Брант
- Бруклин Ли в роли Черной вдовы/Наташи Романофф
- Тайлер Найт в роли Робби Робертсона
- Лили Лабо в роли Лиз Аллан
- Роберт Блэк в роли Джей Джона Джеймсона
- Тара Линн Фокс в роли шокированной проститутки
- Блит Хесс в роли тети Мэй
- Дик Делавэр в роли Электро/Макс Диллон
- Сет Диккенс в роли Флэша Томпсона
- Майкл Вегас в роли Гарри Осборна
- Питер О'Тул в роли Уилсона Фиска/Кингпина
- Джеймс Бартолет в роли Доктора Осьминога/Отто Октавиуса

## Отзывы
Comics Astonish дал фильму 2,5 балла из 5 назвав фильм в целом «ужасным», сценарий «неубедительным» и игру актёров «ужасной» посоветовав фильм только ради «смеха».
Джоэл Мерфи из HoboTrashcan отметил что музыка и общий вид фильма, явное влияние трилогии Рэйми, но заметив это влияние как нечто положительное и придающее фильму высокобюджетность.
Актёр Эндрю Гарфилд сыгравший человека паука в дилогии Марка Уэбба в 2011 году на San Diego Comic-Con признался что вдохновлялся фильмом для своей роли в фильме «Новый Человек-паук».

## Награды и номинации
| Год  | Церемония        | Результат | Категория                                                     |
| ---- | ---------------- | --------- | ------------------------------------------------------------- |
| 2011 | NightMoves Award | Победа    | Приз «Первый выбор»                                           |
| 2012 | AVN Award        | Номинация | Лучший анальный секс                                          |
| 2012 | AVN Award        | Номинация | Лучшее художественное направление                             |
| 2012 | AVN Award        | Победа    | Лучшая операторская работа                                    |
| 2012 | AVN Award        | Номинация | Лучший режиссер — пародия                                     |
| 2012 | AVN Award        | Номинация | Лучшие дополнения к DVD                                       |
| 2012 | AVN Award        | Номинация | Лучший монтаж                                                 |
| 2012 | AVN Award        | Номинация | Лучшее выступление без секса                                  |
| 2012 | AVN Award        | Номинация | Лучшая сцена орального секса                                  |
| 2012 | AVN Award        | Номинация | Лучшая маркетинговая кампания в целом — Индивидуальный проект |
| 2012 | AVN Award        | Номинация | Лучшая упаковка                                               |
| 2012 | AVN Award        | Победа    | Лучшая пародия — драма                                        |
| 2012 | AVN Award        | Номинация | Лучший сценарий — пародия                                     |
| 2012 | AVN Award        | Номинация | Лучшие спецэффекты                                            |
| 2012 | AVN Award        | Номинация | Лучший актер второго плана                                    |
| 2012 | AVN Award        | Номинация | Лучшая актриса второго плана                                  |
| 2012 | AVN Award        | Номинация | Лучшая сцена секса втроем                                     |
| 2012 | AVN Award        | Номинация | Самая возмутительная сексуальная сцена                        |
| 2012 | XBIZ Award       | Номинация | Пародийный релиз года — Драма                                 |
| 2012 | XBIZ Award       | Номинация | Актерский спектакль года — Мужской                            |
| 2012 | XBIZ Award       | Номинация | Лучший актерский спектакль года, не связанный с сексом        |
| 2012 | XBIZ Award       | Номинация | Лучшая операторская работа                                    |
| 2012 | XBIZ Award       | Номинация | Лучшие спецэффекты                                            |
| 2012 | XBIZ Award       | Номинация | Лучший монтаж                                                 |
| 2012 | XBIZ Award       | Победа    | Маркетинговая кампания года                                   |
| 2012 | XRCO Award       | Победа    | Лучшая пародия на комиксы                                     |

## Продолжение
Фильму предшествовали «Superman vs. Spider-Man XXX: An Axel Braun Parody» в 2012 году и «Spider-Man XXX 2: An Axel Braun Parody» в 2014 году. Ксандер Корвус также повторил роль Человека-паука в фильме 2013 года «Wolverine XXX: An Axel Braun Parody» и «Avengers XXX 2: An Axel Braun Parody» 2015 года.